# Escut de la Bisbal del Penedès

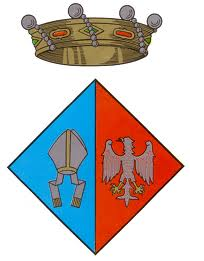
Escut oficial de la Bisbal del Penedès

L'escut oficial de la Bisbal del Penedès té el següent blasonament:
Escut caironat partit: 1r d'atzur, una mitra d'argent franjada d'or; 2n de gules, una àguila d'argent amb el vol estès i abaixat membrada i becada d'or i embellida de gules. Per timbre una corona de baró.

## Història
Va ser aprovat el 22 de setembre de 1989.
La mitra simbolitza el fet que el poble fou concedit, durant el segle xi, al monestir de Sant Cugat del Vallès. Més tard fou la seu d'una baronia, cosa que es veu reflectida en la corona del capdamunt de l'escut i en les armes dels Salbà (una àguila d'argent embellida de gules sobre camper de gules), barons de la Bisbal.